# Cynosurus
Genre
Cynosurus est un genre de plantes de la famille des Poacées.

## Liste d'espèces
Selon BioLib (2 mai 2022) :
- Cynosurus balansae Coss. & Durieu
- Cynosurus coloratus Lehm. ex Steud.
- Cynosurus cristatus L.
- Cynosurus echinatus L.
- Cynosurus elegans Desf.
- Cynosurus junceus Murb.
- Cynosurus peltieri Maire
- Cynosurus polybracteatus Poir.
- Cynosurus turcomanicus Proskur.

Selon ITIS (2 mai 2022) :
- Cynosurus cristatus L.
- Cynosurus echinatus L.

Selon World Checklist of Selected Plant Families (WCSP) (2 mai 2022) :
- Cynosurus balansae Coss. & Durieu (1854)
- Cynosurus coloratus Lehm. ex Steud. (1841)
- Cynosurus cristatus L. (1753)
- Cynosurus echinatus L. (1753)
- Cynosurus elegans Desf. (1798)
- Cynosurus fertilis Lens ex Loisel., Fl. Gall., ed. 2 (1828)
- Cynosurus junceus Murb. (1900)
- Cynosurus obliquatus Link (1844)
- Cynosurus peltieri Maire (1931)
- Cynosurus polybracteatus Poir. (1798)
- Cynosurus turcomanicus Proskur., Byull. Moskovsk. Obshch. Isp. Prir., Otd. Biol., n.s. (1976)

Selon NCBI (2 mai 2022) :
- Cynosurus cristatus L.
- Cynosurus echinatus L.
- Cynosurus elegans Desf.

Selon The Plant List (2 mai 2022) :
- Cynosurus balansae Coss. & Durieu
- Cynosurus coloratus Lehm. ex Steud.
- Cynosurus cristatus L.
- Cynosurus echinatus L.
- Cynosurus elegans Desf.
- Cynosurus junceus Murb.
- Cynosurus peltieri Maire
- Cynosurus polybracteatus Poir.
- Cynosurus turcomanicus Proskur.

Selon Tropicos (2 mai 2022) (Attention liste brute contenant possiblement des synonymes) :
- Cynosurus aegyptiacus Forssk.
- Cynosurus aegyptius L.
- Cynosurus ara Ham. ex Wall.
- Cynosurus aureus L.
- Cynosurus balansae Coss. & Durieu
- Cynosurus brizoides Lowe
- Cynosurus caerulus L.
- Cynosurus callitrichus Barb.-Boiss. & Barbey
- Cynosurus castagne Jord. ex Matr.
- Cynosurus cavara Buch.-Ham. ex Dillwyn
- Cynosurus coeruleus Turio
- Cynosurus coloratus Lehm. ex Nees
- Cynosurus coracanus L.
- Cynosurus cristatus L.
- Cynosurus cylindricus Balb.
- Cynosurus dactylon (L.) Pers.
- Cynosurus didactylis Larrañaga
- Cynosurus domingensis Jacq.
- Cynosurus durus L.
- Cynosurus echinatus L.
- Cynosurus effusus Link
- Cynosurus elegans Desf.
- Cynosurus falcatus (L. f.) Thunb.
- Cynosurus fertilis Lens
- Cynosurus filiformis Vahl
- Cynosurus floccifolius Forssk.
- Cynosurus glomeratus Loefl.
- Cynosurus hystrix Pomel
- Cynosurus indicus L.
- Cynosurus junceus Murb.
- Cynosurus lagopoides Burm. f.
- Cynosurus lima L.
- Cynosurus monostachyos Vahl
- Cynosurus neglectus Opiz
- Cynosurus obliquatus Link
- Cynosurus ovatus Hoppe
- Cynosurus paniceus L.
- Cynosurus paniculatus Thunb.
- Cynosurus paspaloides Vahl
- Cynosurus paui Sennen
- Cynosurus pectinatus Lam.
- Cynosurus peltieri Maire
- Cynosurus penicillatus Vahl
- Cynosurus phleoides Desf.
- Cynosurus polybracteatus Poir.
- Cynosurus pygmaeus Porta
- Cynosurus retroflexus Vahl
- Cynosurus rupestris Wulfen ex Steud.
- Cynosurus scoparius Lam.
- Cynosurus secundus Pursh
- Cynosurus siculus Jacq.
- Cynosurus sphaerocephalus Wulfen
- Cynosurus spiralis Lojac.
- Cynosurus splendens Ten. ex Roem. & Schult.
- Cynosurus tenerrimus Hornem.
- Cynosurus ternatus Forssk.
- Cynosurus tristachyos Lam.
- Cynosurus turcomanicus Proskur.
- Cynosurus uniflorus Walter
- Cynosurus uniolae L. f.
- Cynosurus virgatus L.